# Ballenstedt
Ballenstedt è una città di 8 794 abitanti della Sassonia-Anhalt, in Germania.

Appartiene al circondario (Landkreis) dello Harz (targa HZ).